# Коробейников, Александр Сергеевич
Алекса́ндр Серге́евич Коробе́йников (род. 17 февраля 1953, Горький) — российский государственный деятель, глава администрации Липецка (1998—2002), председатель Липецкого городского Совета депутатов (1996—1998), заместитель главы администрации Липецкой области (с 2007).

## Биография
А. С. Коробейников родился 17 февраля 1953 года в городе Горьком (ныне Нижний Новгород). В 1968 году с семьёй переехал в Липецк. В 1979 году окончил Липецкий политехнический институт, а в 1991 году — Северо-Кавказский социально-политический институт. Работал на заводе «Центролит» мастером, инженером, заместителем секретаря парткома.
С 1984 года — на партийной и советской работе: инструктор и заведующий отделом горкома КПСС, председатель Октябрьского райисполкома, с 1991 года глава администрации Октябрьского района Липецка, затем первый заместитель главы администрации Липецка, с 1996 года председатель городского Совета депутатов.
В 1998—2002 годах — глава администрации города Липецка, в 2002—2007 годах — заместитель председателя Липецкого областного Совета депутатов, в 2007—2012 годах — заместитель главы администрации Липецкой области.
С 2012 года — начальник управления государственной службы и кадровой работы администрации Липецкой области.

## Источник
Липецкая энциклопедия. Том 2.